# 닐 게이먼

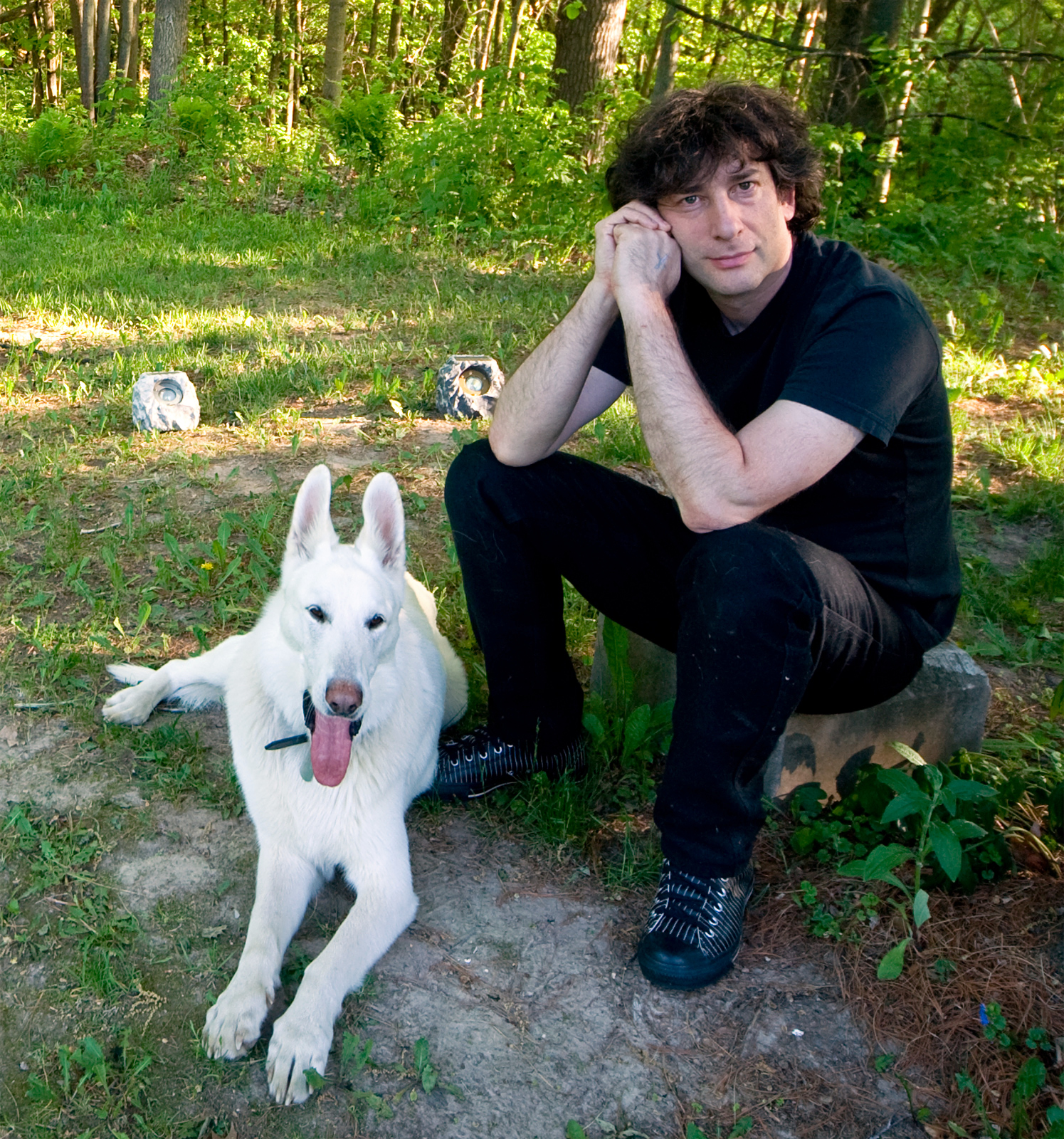
게이먼과 자신의 개.

닐 리처드 게이먼(Neil Richard Gaiman, 1960년 11월 10일 ~ )은 잉글랜드의 소설가, 만화책, 그래픽 노블 작가, 오디오 극장 및 영화 각본가이다. 그의 유명한 만화책 연재물로는 샌드맨이 있으며, 소설로는 스타더스트(Stardust), 신들의 전쟁(American Gods), 코렐라인, 그레이브 야드 북(The Graveyard Book) 등이 있다.

## 저작

### 장편소설
| 연도 | 제목            | 원제                             | 비고                                                            |
| ---- | --------------- | -------------------------------- | --------------------------------------------------------------- |
| 1990 | 멋진 징조들     | Good Omens                       | 테리 프래쳇과 공저 2002년 시공사에서 이수현 번역으로 출간       |
| 1996 | 네버웨어        | Neverwhere                       | 2007년 노블마인에서 나중길 번역으로 출간                        |
| 1999 | 스타더스트      | Stardust                         | 2007년 노블마인에서 나중길 번역으로 출간                        |
| 2001 | 신들의 전쟁     | American Gods                    | 2008년 황금가지에서 장용운 번역으로 출간                        |
| 2002 | 코랄린          | Coraline                         | 데이브 매킨 그림 2005년 주니어김영사에서 노진선 번역으로 출간   |
| 2005 | 아난시 아이들   | Anansi Boys                      |                                                                 |
| 2007 | 인터월드        | InterWorld                       | 마이클 리브스와 공저 2009년 지양어린이에서 이원형 번역으로 출간 |
| 2008 | 그레이브야드 북 | The Graveyard Book               | 2016년 에프에서 황윤영 번역으로 출간                            |
| 2013 | 은빛 꿈         | The Silver Dream                 | 마이클 리브스, 맬러리 리브스와 공저                             |
| 2013 | 오솔길 끝 바다  | The Ocean at the End of the Lane | 2014년 시공사에서 송경아 번역으로 출간                          |
| 2015 | 영원의 바퀴     | Eternity's Wheel                 | 마이클 리브스, 맬러리 리브스와 공저                             |

### 동화
| 연도 | 제목                          | 원제                                      | 화가                  |
| ---- | ----------------------------- | ----------------------------------------- | --------------------- |
| 1997 | 금붕어 2마리와 아빠를 바꾼 날 | The Day I Swapped My Dad for Two Goldfish | 데이브 매킨           |
| 2003 | 벽 속에 늑대가 있어           | The Wolves in the Walls                   | 데이브 매킨           |
| 2005 | 멀린다                        | Melinda                                   | 다그마라 마투착       |
| 2008 |                               | Odd and the Frost Giants                  |                       |
| 2008 | 위험한 알파벳                 | The Dangerous Alphabet                    | 그리스 그림리         |
| 2009 | 블루베리 소녀                 | Blueberry Girl                            | 찰스 베스             |
| 2009 | 미친 머리카락                 | Crazy Hair                                | 데이브 매킨           |
| 2010 |                               | Instructions                              | 찰스 베스             |
| 2013 | 재채기 대장 재재              | Chu's Day                                 | 애덤 렉스             |
| 2013 | 행운의 우유 한 병             | Fortunately, the Milk                     | 스코티 영/크리스 리델 |
| 2014 |                               | Chu's First Day of School                 | 애덤 렉스             |
| 2014 | 헨젤과 그레텔                 | Hansel and Gretel                         | 로렌초 마토티         |
| 2014 | 잠자는 미녀와 마법의 물렛가락 | The Sleeper and the Spindle               | 크리스 리델           |